# Ткачук Сергій Петрович
Ткачук Сергій Петрович (нар. 29 листопада 1983, Новолабунь, Хмельницька область) — голова Державної служби України з питань безпечності харчових продуктів та захисту споживачів.

## Життєпис
Сергій Ткачук народився 29 листопада 1983 року в селі Новолабунь Полонського району Хмельницької області.

### Освіта
З 1990 по 2001 роки навчався в Ізяславському НВК «ЗОШ І-ІІІ ст. № 5 ім. О. П. Онищука, гімназія» Хмельницької області. З 2001 по 2006 роки навчався у Хмельницькому університеті управління та права, де отримав повну вищу освіту за спеціальністю «Правознавство» та здобув кваліфікацію юриста.
З 2003 по 2005 роки пройшов військовий вишкіл в Національній академії Державної прикордонної служби України ім. Б. Хмельницького, де отримав військове звання молодший лейтенант. У 2016 році закінчив магістратуру в Національній академії державного управління при Президентові України за спеціальністю «Державне управління» та здобув кваліфікацію магістра державного управління.
З 2018 по 2021 роки навчався в аспірантурі, де захистив дисертацію на тему «Адміністративно-правове забезпечення публічних закупівель в Україні» і здобув науковий ступінь доктора філософії.
У 2023 році пройшов навчання в Києво-Могилянській бізнес школі (KMBS) на програмі управлінського розвитку «Системи та системне мислення для управлінців».

### Кар'єра
Сергій Ткачук розпочав свою кар'єру в грудні 2006 року, обіймаючи посаду головного спеціаліста-юрисконсульта в Управлінні Пенсійного фонду України в Хмельницькому районі. У травні 2007 року він перейшов на посаду головного спеціаліста-юрисконсульта у Головному управлінні Пенсійного фонду України в Хмельницькій області, де працював до червня 2008 року.  З червня 2008 року по лютий 2010 року він працював юрисконсультом у ЗАТ «Полонський фарфор».
З лютого 2010 року по січень 2019 року Сергій Ткачук був директором ПП «Юридична консалтингова компанія „Партнери“» яку за результатами Національного бізнес-рейтингу в Україні в 2015—2019 роках  неодноразово було визнано «Лідером галузі». Ткачука, як керівника цієї компанії, також було нагороджено Орденом «Decus oeconomicae» посвідчення № 0437 від 02.12.2016 та міжнародним сертифікатом «Кращий керівник 2016 року» за ефективне управління підприємством.  Одночасно, з березня 2010 року по грудень 2018 року, він працював як фізична особа-підприємець у сфері права.
З серпня 2017 року по грудень 2018 року він займався адвокатською діяльністю.  З січня 2019 року по квітень 2019 року він обіймав посаду радника голови Хмельницької обласної державної адміністрації. Також тимчасово виконував обов'язки заступника Хмельницької голови облдержадміністрації, а з грудня 2019 року по жовтень 2023 року він обіймав посаду заступника голови Хмельницької обласної державної адміністрації.   З лютого 2017 року до березня 2019 року Сергій Ткачук займався викладацькою діяльністю в Хмельницькому центрі перепідготовки та підвищення кваліфікації працівників органів державної влади, органів місцевого самоврядування, державних підприємств, установ і організацій. З вересня 2021 року до березня 2022 року викладав в Хмельницькому університеті управління та права імені Леоніда Юзькова.
З жовтня 2023 року по січень 2024 року він працював на посаді Першого заступника Голови Державної служби України з питань безпечності харчових продуктів та захисту споживачів і тимчасово виконував обов'язки Голови Держпродспоживслужби.
З лютого 2024 року Сергій Ткачук обіймає посаду Голови Державної служби України з питань безпечності харчових продуктів та захисту споживачів.

## Особисте життя
Одружений, має двоє дітей.

## Відзнаки
Указом Президента України № 406/2021 від 23.08.2021 року нагороджено орденом «За заслуги ІІІ ступеня» (посвідчення серія ОК № 052504, знак ордена № 15408)
Відповідно до Указу Президента України № 559/2022 від 05.08.2022 року нагороджено відзнакою Президента України «За оборону України» (Диплом до відзнаки серія ОУЦ,  № 0001566)
Наказом командувача Повітряних сил Збройних сил України № 327 від 29.04.2023 року нагороджено пам'ятним  нагрудним знаком «За сприяння Повітряним силам ЗС України»
Наказом командувача Національної гвардії України від 29.06.2023 року нагороджено почесним знаком «За співпрацю»
Наказом Міністра оборони України № 1029 від 11 серпня 2023 року нагороджено Відзнакою МО України  медаллю «За сприяння Збройним Силам України»
Розпорядженням Начальника ОВА № 98/2023-р/к від 03.11.2023 нагороджено Почесною грамотою Хмельницької ОВА